# ホルヘ・ダ・シルバ
ホルヘ・オロスマン・ダ・シルバ・エチェベリート（Jorge Orosmán da Silva Echeverrito, 1961年12月11日 - ）は、ウルグアイ・モンテビデオ出身の元サッカー選手。元ウルグアイ代表。サッカー指導者。現役時代のポジションはフォワード。

## 経歴

### 選手時代
モンテビデオに生まれ、1977年にCAフェニックスからデビューした。その後はダヌービオFCに短期間在籍し、1978年にデフェンソール・スポルティングに加入した。1982年、スペインのレアル・バリャドリードに移籍した。1983-84シーズンには30試合に出場して17得点し、フアン・ゴメス・ゴンサレスと同点でピチーチ賞（得点王）のタイトルを獲得した。バリャドリードの選手としては2人目のピチーチ賞受賞者となった。また、同シーズンにはクラブ初のタイトルとなるコパ・デ・ラ・リーガ優勝に貢献した。1985年、レアル・マドリードに移籍したウーゴ・サンチェスの代役を探していたアトレティコ・マドリードに移籍し、2シーズンで計21得点を挙げた。同年にはコパ・デル・レイやスーペルコパ・デ・エスパーニャ優勝に貢献した。1987年には南米に戻り、アルゼンチンのCAリーベル・プレートでは58試合で23得点を挙げた。1989年にはチリのCDパレスティーノに移籍し、1991年に移籍したコロンビアのアメリカ・デ・カリでは1992年にリーグ優勝を果たした。コロンビアではミジョナリオスFCでもプレーし、母国の古巣デフェンソールでプレーした後、36歳で現役引退した。
1982年2月20日、ネルー・カップの韓国戦 (2-2) でウルグアイ代表デビューした。1986年にはメキシコで開催された1986 FIFAワールドカップに出場し、4試合中3試合に出場して2枚のイエローカードを受けた。1993年にはエクアドルで開催されたコパ・アメリカ1993に出場した。

### 指導者時代
現役引退後は指導者の道に進み、約10年間は世代別ウルグアイ代表のコーチを務めた。2007年に選手時代の古巣デフェンソールの監督に就任し、2008年にはプリメーラ・ディビシオン優勝を果たした。2009年のコパ・リベルタドーレスでは準々決勝に進出した。その後の2年間はサウジアラビアのアル・ナスルを指揮した。
2010年12月15日、アルゼンチンのCDゴドイ・クルスがダ・シルバの監督就任を発表した。2012年にはCAバンフィエルド監督に就任したが、2月27日、CAバンフィエルドを離れて母国のCAペニャロール監督に就任した。

## タイトル

### 選手時代

#### クラブ
レアル・バリャドリード
- コパ・デ・ラ・リーガ : 1983-84

アトレティコ・マドリード
- コパ・デル・レイ : 1984-85
- スーペルコパ・デ・エスパーニャ : 1985

アメリカ・デ・カリ
- カテゴリア・プリメーラA : 1992

#### 個人
- ピチーチ賞 : 1983-84

### 指導者時代
デフェンソール・スポルティング
- プリメーラ・ディビシオン : 2008